# The January Man
The January Man é um filme estadunidense de 1989, do gênero suspense, dirigido por Pat O'Connor.

## Sinopse
Nick e Frank Starkey são ambos policiais de Nova Iorque. Frank se torna comissário de polícia e se envolve num escândalo de suborno do qual Nick leva culpa e é demitido. Nick entra para o corpo de bombeiros ao mesmo tempo que um serial killer começa agir. Depois de vários assassinatos de mulheres e com a pressão do prefeito Flynn, Frank chama Nick de volta, pois acha que somente com as reconhecidas habilidades de detetive dele conseguirão solucionar o caso. Nick começa a desvendar os padrões dos crimes com a ajuda de Ed, seu vizinho pintor, e se relaciona amorosamente com a filha do prefeito, que está apavorada temendo ser a próxima vítima.

## Elenco
- Kevin Kline .... Nick Starkey
- Susan Sarandon .... Christine Starkey
- Mary Elizabeth Mastrantonio .... Bernadette Flynn
- Harvey Keitel .... Frank Starkey
- Danny Aiello .... Vincent Alcoa
- Rod Steiger .... Eamon Flynn
- Alan Rickman .... Ed
- Faye Grant .... Alison Hawkins
- Kenneth Welsh .... Roger Culver
- Jayne Haynes .... Alma
- Brian Tarantina .... Cone
- Bruce MacVittie .... Rip
- Bill Cobbs .... Detetive Reilly